# Gomphionema fellator
Gomphionema fellator är en rundmaskart som beskrevs av Christian Wieser och Stephen Donald Hopper 1966. Gomphionema fellator ingår i släktet Gomphionema och familjen Cyatholaimidae. Inga underarter finns listade i Catalogue of Life.